# Рита (израильская певица)
Рита (ивр. ריטה‎, настоящее имя Рита Яган Фаруз, род. 24 марта 1962, Тегеран, Иран) — израильская поп-певица и актриса.

## Биография

### Семья
Рита родилась 24 марта 1962 года в Тегеране (Иран). Она и её семья эмигрировали в Израиль в 1970 году. Родители Риты — евреи, которые, как и многие иранские евреи перебрались в Израиль после провозглашения им независимости в 1948 году.

### Карьера
Рита начала свою карьеру в 1980 году в составе музыкального коллектива Вооружённых Сил Израиля.
В 1982 году Рита посещала школу актёрского мастерства «Бейт Цви» (Beit Zvi).
Первым значительным публичным выступлением Риты в Израиле стало участие певицы 1986 года на внутри израильском песенном конкурсе (известном как Kdam-Eurovision) и одновременно квалификационном этапе, на котором определяется кандидатура от Израиля на следующее Евровидение. И хотя Рита не победила, и её песня Shvil habricha и провокационное шоу вызвали значительный интерес. В этом же году (1986) Рита начала играть в местной версии бродвейского мюзикла My Fair Lady и выпустила свой дебютный альбом Rita, который трижды становился платиновым (было продано более 120 000 копий).
В 1988 году Рита записала свою вторую пластинку Yemei Ha Tom («Дни невинности»), которая была спродюсированная её мужем Рами Кляйнштейном (Rami Kleinstein) и содержала песню известного в Израиле автора Ханоха Левина («Hanoch Levin»).

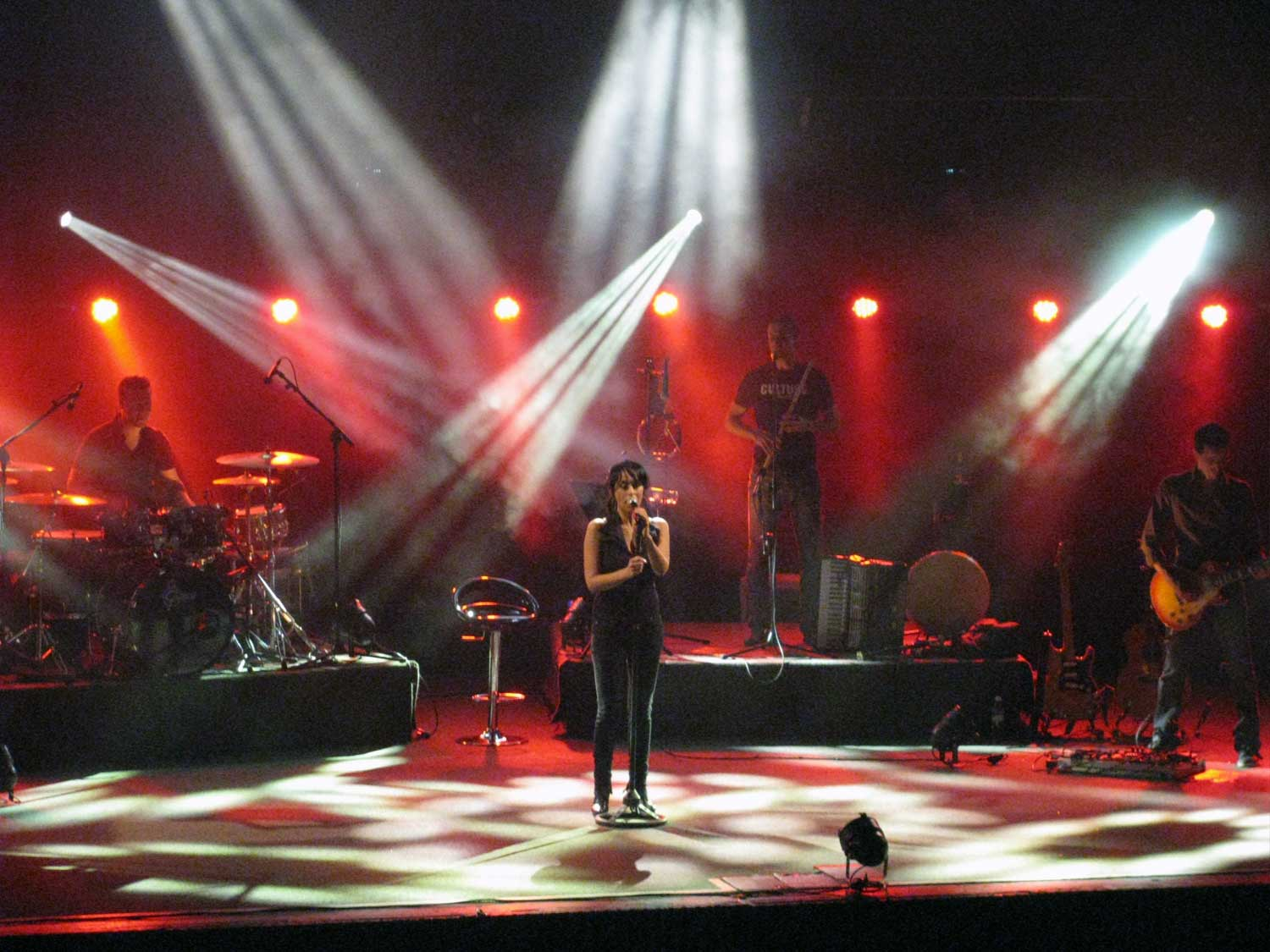
Рита во время концерта в Иерусалим, 8 февраля 2009 года

Наконец певице выпала возможность представить свою страну на песенном конкурсе Евровидение 1990 года, но Рита с песней «Shara Barkhovot» («Распевая на улицах») заняла лишь 18-е место. После непродолжительного перерыва Рита вернулась на эстраду с новым (третьим по счету) альбомом «Ahava Gedola» («Большая любовь»), который был также успешным и после которого певица три года выступала с туром (гастролировала по стране. Пластинка Tahanot Bazman («Ступени времени») был выпущена в 1996 года и содержала преимущественно материалы, которые не вошли в более ранние альбомы.
В 1998 году Риту пригласили спеть гимн Израиля Hatikvah («Надежда») как часть торжеств к 50-летию Государства Израиль (празднование имело название Paamonei ha’yovel «Юбилейные Колокола»).
В 1999 году Рита выпустила пластинку Tiftah Halon («Отвори окно»), что также имело значительный успех, а вот следующая по времени (2003 год) Hamtzan («Кислород») не смогла повторить успех предшественницы. В 2004 году Рита сыграла роль Roxie Hart в израильской адаптации мюзикла «Чикаго» в «Beit Leisin Theater».
В 2006 году Рита сделала новое шоу с англоязычной названием «One» («Одна»), что с успехом продолжалось месяц на одной из самых больших сцен страны — Израильском Центре торговых ярмарок и выставок (Israel Trade Fairs & Convention Center). Постановку шоу-программы осуществил Ханох Розен (Hanoch Rozen), она включала лазерное шоу, 3-D, дымовые и огненные эффекты, происходила с участием 40 танцоров, акробатов и актёров. Шоу произвело фурор в стране — было продано более 100 000 билетов.
Спустя пять лет в 2008 году Рита издала свой 7-й альбом Remazim («Мысли, догадки»), стал платиновым.

## Личная жизнь
Рита состояла в браке с популярным пианистом, композитором и певцом Рами Кляйнштейном, с которым у неё две дочери — Меши и Ноам. Брак был заключён в 1988 году. 3 сентября 2007 было объявлено о его расторжении.

## Дискография
| Год  | Оригинальное название           | Русский перевод      | Успех альбома в Израиле |
| ---- | ------------------------------- | -------------------- | ----------------------- |
| 1985 | Rita (Рита)                     |                      | четыре раза платиновый  |
| 1987 | Breaking Those Walls            | Разрушить те стены   | золотой                 |
| 1988 | Yamey Ha-Tom (Ямей ха-том)      | Конец дней           | 5 раз золотой           |
| 1994 | Ahava Gdola (Ахава гдола)       | Большая любовь       | 4 раза платиновый       |
| 1996 | Tahanot BaZman (Таханот БаЗман) | Вовремя в остановке  | дважды платиновый       |
| 1999 | Tiftah Halon (Тифтах халон)     | Открой окно          | дважды платиновый       |
| 2000 | Time for Peace                  | Время мира           | золотой                 |
| 2001 | Rita & Rami On Stage            | Рита и Рами на сцене | 5 раз золотой           |
| 2003 |                                 |                      | золотой                 |
| 2007 | One Live                        |                      | золотой                 |
| 2008 | Remazim (Ремазим)               | Советы               | платиновый              |